# 고종석 (범죄인)
고종석(1989년 1월 1일 - )은 대한민국의 범죄인이다. 2012년 나주 초등학생 성폭행 사건의 범인이다.